# Taiyō Matsumoto

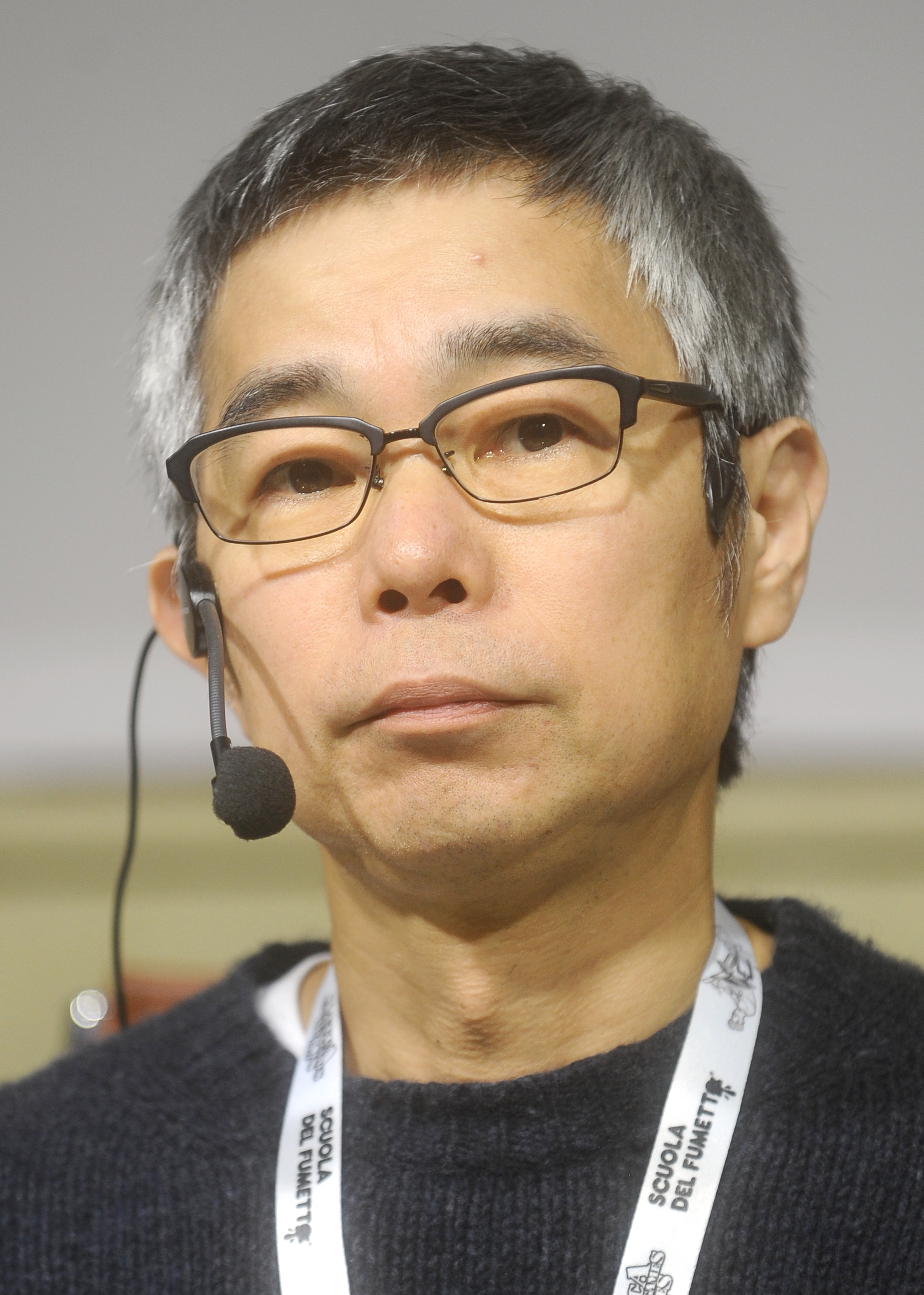
Taiyō Matsumoto

Taiyō Matsumoto (jap. 松本 大洋, Matsumoto Taiyō; * 25. Oktober 1967 in der Präfektur Tokio, Japan) ist ein japanischer Manga-Zeichner. Seine Werke richten sich vorwiegend an eine erwachsene Leserschaft und sind der Seinen-Gattung zuzuordnen.

## Biografie

### Anfänge
Taiyō Matsumoto wollte Fußballspieler werden, entschloss sich aber nach der Lektüre von Katsuhiro Otomos Manga Das Selbstmordparadies, eine Karriere als Comiczeichner einzuschlagen, und begann erst während seines Literatur-Studiums auf der Wako-Universität, ernsthaft Comics zu zeichnen. Da er den Comiczeichner Seiki Tsuchida bewunderte und dieser für das Manga-Magazin Morning arbeitete, beschloss er 1986, seine ersten Arbeiten an dieses Magazin zu senden. Der Kōdansha-Verlag wollte zu dieser Zeit ein Schwestermagazin des Morning etablieren, Afternoon, und suchte nach neuen Talenten für dieses. Matsumoto gewann 1987 den Nachwuchspreis des Afternoon, den Shiki-Preis, und veröffentlichte kurz darauf sein erstes Werk als professioneller Manga-Zeichner mit Straight. In diesem Comic befasste er sich mit dem Baseball-Sport.

### Karriere
Ende der 1980er Jahre, nach der Veröffentlichung seines Debütwerkes, ging er nach Europa, um für Morning über die Rallye Paris-Dakar zu berichten. In Europa gewann er neue Einflüsse und fand vor allem in französischen Comics Inspiration im Bezug auf seine Zeichentechnik. Als Vorbild sieht Matsumoto vor allem Miguelanxo Prado, aber auch Moebius und Enki Bilal. Den durch die Europa-Reise stark veränderten Stil wandte er bei der Manga-Serie Zero an, die er 1991 für das Big Comic Spirits-Magazin schuf. Anschließend brachte der Shōgakukan-Verlag, für den er seitdem hauptsächlich arbeitet, den Manga auch in Buchform heraus. Wie auch schon in Straight stellte der Autor Personen, die eine Sportart betreiben, in den Vordergrund der Geschichte, dieses Mal das Boxen. Ebenfalls für Big Comic Spirits zeichnete er im darauffolgenden Jahr das 700 Seiten in drei Büchern umfassende Hanaotoko, das sich, wie schon Straight, auf Baseball konzentriert.
Es folgte die Kurzgeschichtensammlung Blue Spring. In sieben Geschichten beschreibt Matsumoto Jugendliche und junge Männer, deren tägliches Leben von Orientierungslosigkeit, Identitätssuche und Gewalt geprägt ist. Die Figuren sind teilweise ehemaligen Mitschülern des Zeichners nachempfunden. Eine der Kurzgeschichten von Blue Spring entstand in Zusammenarbeit mit Caribu Marley, dem Autor von Old Boy. Einen weiteren Kurzgeschichtenband Matsumotos veröffentlichte der Verlag Magazine House 1995 mit Nihon no Kyōdai. Einige der neun Manga-Kurzgeschichten in Nihon no Kyōdai waren zuvor im Manga-Magazin Comic Are! erschienen.
Der Durchbruch kam mit der Manga-Serie Tekkon Kinkreet, die von 1993 bis 1994 in etwa 600 Seiten in Big Comic Spirits lief und anschließend in drei Sammelbänden erschien; die Sammelbände verkauften sich in Japan über eine Million Mal. In Tekkon Kinkreet zeichnet Matsumoto das Bild zweier Jungen, die sich mit Gewalt Macht in einer Stadt der nahen Zukunft erkämpfen. Der Manga wurde als Theaterstück und 2006 als preisgekrönter Anime-Film umgesetzt.
Von 1996 bis 1997 brachte Shōgakukan fünf Bände seiner Manga-Serie Ping Pong heraus. Diese waren zuvor, ungewöhnlich für Mangas, nicht in einem Magazin publiziert worden, sondern kamen gleich in Buchform heraus. Erstmals seit Hanaotoko widmete er sich mit Ping Pong wieder einem Sport-Manga. Dieser war 1997 und 1998 für den Osamu-Tezuka-Kulturpreis nominiert, umfasst etwa 1000 Seiten und wurde, wie auch Blue Spring, verfilmt. Nach der Veröffentlichung der beiden Artbooks 100 und 101 und des Einzelbandes Go Go Monster, der 2001 den Preis der Vereinigung japanischer Comiczeichner gewann, konzentrierte sich Matsumoto auf sein bisher längstes Werk, Number Five. Die 1100 Seiten in acht Büchern umfassende Manga-Serie war von 2000 bis 2005 im Ikki-Magazin zu lesen. Der Science-Fiction-Thriller spielt in einer Wüstenlandschaft in der Zukunft. Von 2006 bis 2010 arbeitete Taiyō Matsumoto gemeinsam mit Issei Eifuku an dem Manga Takemitsu Samurai.
Mit Sunny schuf er basierend auf seiner eigenen Kindheit von 2010 bis 2015 für Ikki eine Serie rund um den Alltag in einem Heim für Pflegekinder in den 1970er Jahren. Obwohl autobiografisch gefärbt, lässt Matsumoto davon ab, Sunny so zu nennen, weil es ihm nicht darum geht, seine Kindheit möglichst faktentreu abzubilden. 2015 gewann er den Shōgakukan-Manga-Preis für die Serie.

### Privatleben
Er lebt an der Küste auf Enoshima. Den Ort, an dem er lebt, entdeckte er bei der Recherche von Handlungsorten von Takemitsu Samurai. Matsumoto ist mit der Comiczeichnerin Saho Tōno verheiratet. Diese berät ihn und assistiert ihm teils auch beim Einfärben von Illustrationen.
Seine Mutter ist die Schriftstellerin Naoko Kudō. Sein Cousin Santa Inoue ist auch ein bekannter Mangaka.

## Internationale Rezeption
Sein Werk wird ins Englische, Spanische und Französische übersetzt, Tekkon Kinkreet erschien 2019 im Cross Cult Verlag auch auf Deutsch. Seit dem 29. September 2020 erscheint sein Werk Sunny bei Carlsen Manga.
In den USA und in Frankreich gewann er Auszeichnungen für seine Werke: 2004 und 2006 war er für Ping Pong bzw. Go Go Monster auf dem französischen Festival International de la Bande Dessinée d’Angoulême in der Kategorie Beste Zeichnungen nominiert. Tekkon Kinkreet gewann 2008 den Eisner Award für die beste US-Ausgabe eines internationalen Comics.

## Werke
- Straight (ストレート, Sutorēto), 1987
- Zero, 1991
- Hanaotoko (花男), 1992
- Blue Spring (青い春,  Aoi Haru), 1993
- Tekkon Kinkreet (鉄コン筋クリート, Tekkon Kinkurīto), 1993–1994
- Nihon no Kyōdai (日本の兄弟), 1995
- 100, 1995
- Ping Pong (ピンポン, Pinpon), 1996–1997
- 101, 1999
- Gogo Monster (GOGOモンスター, GOGO Monsutā), 2000
- Number Five (ナンバーファイブ, Nambā Faibu), 2000–2005
- Takemitsu Samurai (竹光侍), 2006–2010
- Sunny, 2010–2015
- Die Katzen des Louvre (ルーヴルの猫, Rūvuru no Neko), 2016–2017
- Tokyo dieser Tage (東京ヒゴロ, Tōkyō Higoro), 2019–2023